# トルシュタイン・エックホフ
トルシュタイン・エックホフ（Torstein Eckhoff、1916年6月5日 - 1993年4月17日）は、ノルウェーの法学者。元オスロ大学教授。

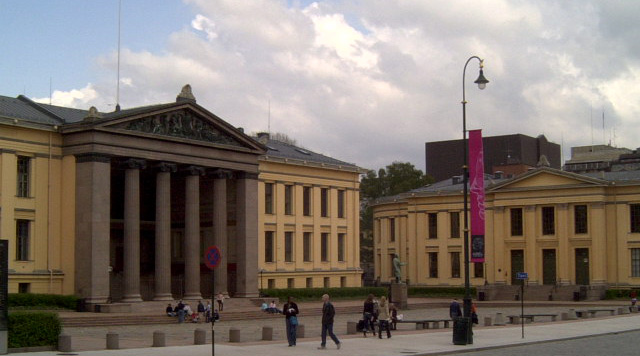
オスロ大学法学部キャンパス

## 人物
法学の幅広い領域の研究に従事し、オスロ大学社会調査研究所のヴィルヘルム・オゥベール(Vilhelm Aubert)教授らと共に、スカンジナビア法理論の発展に寄与した人物。法社会学の分野では、経験主義的な社会科学と規範的な法的思考との橋渡しの役割を担い、オゥベールら社会調査研究に携わる若手研究者たちと交流しながら、数多くの著作を残した。公法学・行政法学の分野においても著作を残し、晩年は欧州同盟とノルウェー憲法の関係を研究テーマにしていた。さらに、法哲学・法律学方法論の分野では、システム理論の知見と成果をもとに、法理論上の諸問題を概観した『法システム―法理論へのシステム理論的入門―』など、国際的な業績をあげた。

## 経歴
- 1938年 - オスロ大学法学部卒業
- 1939年 - 判事補(～1941年)
- 1946年 - 法務警察省の法務局長に就任
- 1947年 - 論文「法的妥当性について(On Legal Validity)」で法学博士号取得
- 1953年 - オスロ大学助教授
- 1957年 - 同教授
- 1993年 - 逝去

## 著作

### 単著
- 『アメリカ合衆国の法学と法システム(Legal Science and the Legal System of the United States of America)』(1953年)
- 『法源(Sources of Law)』(1971年)
- 『価値の分配と交換における正義(Justicw in the Deviding and Exchanging of Values)』(1971年)
- 『行政法(Administrative Law)』(1978年)
- 『軍事競争―阻止できるか―(The compete in Armaments-can that be stopped?-)』(1983年)
- 『国家が社会発展を制御する可能性(The Possibilities of the State to Manage Developments of Society)』(1983年)

### 共著
- （ニルス・クリスチャン・ズンドビー）『法システム―法理論へのシステム理論的入門―』(Eine systemtheoretische Einführung in die Rechtstheorie, Duncker & Humblot, 1988)

## 論文
- 「法的妥当性について(On Legal Validity)」(1947年)